# Língua polábia
O polábio é uma língua extinta que pertence ao grupo lequítico, do grupo ocidental eslavo.

## História

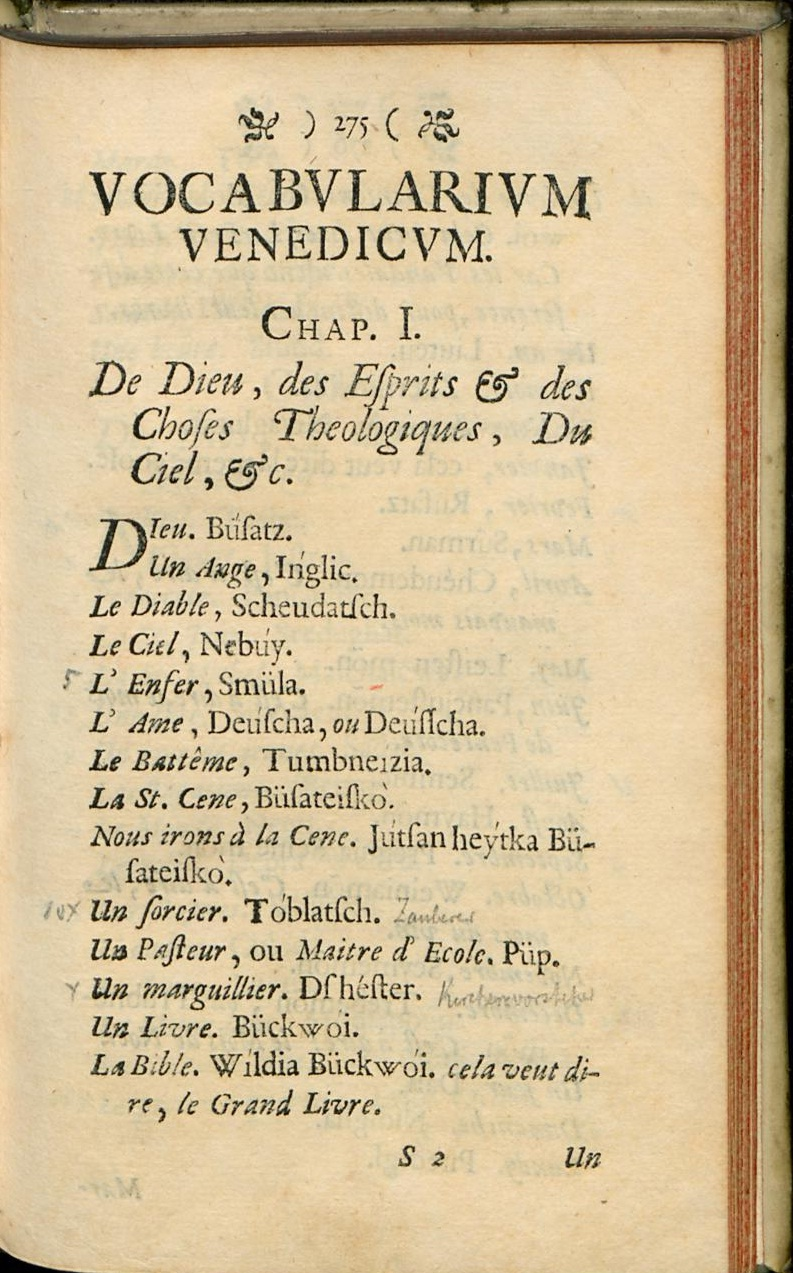
Vocabularium Venedicum, dicionário do idioma polábio

É possível que tenham existido distintos dialetos polábios que se extinguiram antes de a língua começar a ser registrada, mas não há evidências suficientes para tal. A língua polábia foi a variante mais ocidental de todas, falada por tribos eslavas que viviam na margem esquerda do rio Elba. Conseguiu sobreviver até meados do século XVIII, quando seus últimos falantes viviam nas proximidades das cidades de Lüchow, Wustrow e Dannenbeerg, nas proximidades dos rios Jeetzel e Dumme, na atual Alemanha, e terminaram de transitar a fala para o alemão.
Esta região se denomina hoje Lüneburger Wedland ou Hannover Wedland, enquanto antigamente chamava-se Drawehn ou Drawein. As tribos eslavas que habitavam nesta região são mencionadas pela primeira vez em 1004 sob o nome de drewani (habitantes dos bosques). Não há dúvida de que as poucas pessoas que falavam polábio no princípio do século XVIII eram descendentes dos drewani. Enquanto o termo polábio deveria se referir a outra tribo eslava cujo nome se registra no século XI sob a forma polabi. Por tudo isso alguns preferem utilizar a forma mesclada drawäno-polaben ou língua dravaeno-polábica.ref>Lehr-Spławiński, T. (1929). Gramatyka połabska. Lviv: Nakład i własność K. S. Jakubowskiego. p. 20</ref>
A partir do século XVII a língua polábia mostra sintomas de extinção, indicando seu desaparecimento em 20 ou 30 anos. O material escrito em polábio é muito fragmentado, pelo que há muita especulação quanto aos sons e formas do polábio. Cerca de 80% de seu vocabulário conhecido tinha cognatos poloneses com exatamente o mesmo significado, mas também havia um grande número de empréstimos alemães.